# Viliam Čacho
Viliam Čacho (* 14. října 1998, Trenčín) je slovenský hokejový útočník hrající za tým HC Oceláři Třinec v Tipsport extralize.

## Hráčská kariéra
Viliam Čacho je odchovancem Trenčína, kde hrál za mládež Dukly Trenčín, než v sedmnácti odešel do Švédska, do týmu Södertälje SK. Pro sezónu 2019/20 se vrátil do rodného Slovenska, konkrétně do Detvy, kde strávil dva ročníky. Sezónu 2022/23 odehrál po čtyřech letech v Trenčíně. Od sezóny 2023/24 je hráčem třineckých Ocelářů.

## Osobní život
Jeho otcem je bývalý slovenský hokejista Viliam Čacho.

## Statistiky

### Klubové statistiky
| Sezóna      | Klub               | Soutěž      |     | Základní část | Základní část | Základní část | Základní část | Základní část |   | Play off | Play off | Play off | Play off | Play off |
| Sezóna      | Klub               | Soutěž      | Z   | G             | A             | B             | TM            | Z             | G | A        | B        | TM       |          |          |
| 2017/18     | HK Orange 20       | SLH         | 19  | 3             | 6             | 9             | 10            | —             | — | —        | —        | —        |          |          |
| 2017/18     | HK Orange 20       | 1. SLH      | 9   | 6             | 5             | 11            | 12            | —             | — | —        | —        | —        |          |          |
| 2017/18     | HK Dukla Trenčín   | SLH-20      | 1   | 1             | 3             | 4             | 0             | —             | — | —        | —        | —        |          |          |
| 2017/18     | Green Bay Gamblers | USHL        | 9   | 0             | 0             | 0             | 4             | —             | — | —        | —        | —        |          |          |
| 2018/19     | Jokerit            | Liiga-20    | 52  | 13            | 15            | 28            | 26            | —             | — | —        | —        | —        |          |          |
| 2019/20     | HC 07 Orin Detva   | SLH         | 52  | 7             | 4             | 11            | 18            | —             | — | —        | —        | —        |          |          |
| 2020/21     | HC 07 Detva        | SLH         | 49  | 10            | 17            | 27            | 30            | 4             | 2 | 1        | 3        | 18       |          |          |
| 2021/22     | HC GROTTO Prešov   | SLH         | 50  | 11            | 20            | 31            | 24            | 7             | 0 | 4        | 4        | 6        |          |          |
| 2022/23     | HK Dukla Trenčín   | SLH         | 48  | 10            | 24            | 34            | 24            | 5             | 1 | 3        | 4        | 4        |          |          |
| 2023/24     | HC Oceláři Třinec  | ČHL         | 51  | 7             | 9             | 16            | 31            | 21            | 2 | 3        | 5        | 10       |          |          |
| 2024/25     | HC Oceláři Třinec  | ČHL         | 45  | 4             | 4             | 8             | 10            | —             | — | —        | —        | —        |          |          |
| SLH celkově | SLH celkově        | SLH celkově | 218 | 41            | 71            | 112           | 106           | 16            | 3 | 8        | 11       | 28       |          |          |

### Reprezentace
| Rok                       | Tým                       | Soutěž                    | Z  | G | A | B | TM |
| ------------------------- | ------------------------- | ------------------------- | -- | - | - | - | -- |
| 2014                      | Slovensko 17              | WHC                       | 5  | 1 | 0 | 1 | 0  |
| 2018                      | Slovensko 20              | MS-20                     | 5  | 0 | 1 | 1 | 0  |
| 2023                      | Slovensko                 | MS                        | 7  | 0 | 1 | 1 | 4  |
| 2024                      | Slovensko                 | MS                        | 2  | 0 | 0 | 0 | 0  |
| Juniorská kariéra celkově | Juniorská kariéra celkově | Juniorská kariéra celkově | 10 | 1 | 1 | 2 | 0  |
| Seniorská kariéra celkově | Seniorská kariéra celkově | Seniorská kariéra celkově | 9  | 0 | 1 | 1 | 4  |